# Al-Musta'in II
Áhmad al-Mustaín II (in arabo أبو جعفر أحمد بن يوسف بن هود المستعين بالله, Abū Ŷaʿfar Aḥmad ibn Eūsuf ibn Hūd a il-Mustaʿīn bi-Llāh) (Saragozza, ... – Valtierra, 24 gennaio 1110) è stato il quarto re della dinastia hudi della taifa di Saragozza (1085-1110).

## Biografia
Durante il regno di Áhmad al-Mustaín II l'avanzata degli aragonesi nelle comarche di Huesca era già molto importante, e a questo si aggiunse il fatto che il resto delle taifa, erano impegnate in guerre intestine e indebolite dopo la conquista di Toledo da parte di Alfonso VI di León, e non potevano dare appoggio.
In questa situazione, al-Mu'támid di Siviglia chiese ai re di Badajoz e Granada che si unissero a lui per sollecitare l'intervento di Yúsuf ibn Tasufín, emiro degli almoravidi, che chiamarono in aiuto delle taifa ispaniche, e riuscirono a battere la coalizione dei regni cristiani, capeggiati da Alfonso VI di Leon e Castiglia, nel 1086, nella battaglia di Sagrajas. Questa sconfitta liberò la taifa di Saragozza della pressione dei cristiani per un certo tempo. Nel 1086 la città venne assediata da Alfonso VI che dovette poi rinunciare all'assedio per contrastare gli almoravidi.
Nel 1090 l'impero almoravide riunificò le taifa come protettorati sottoposti al potere centrale di Marrakech e destituì tutti i re delle taifa tranne al-Mustaín, che aveva conservato salde relazioni con gli almoravidi, grazie alle quali riuscì a rimanere un regno frontaliero indipendente, poiché, visto che con l'avanzata di al-Ándalus contro i cristiani, era stato l'unico territorio che aveva evitato l'unificazione almoravide.

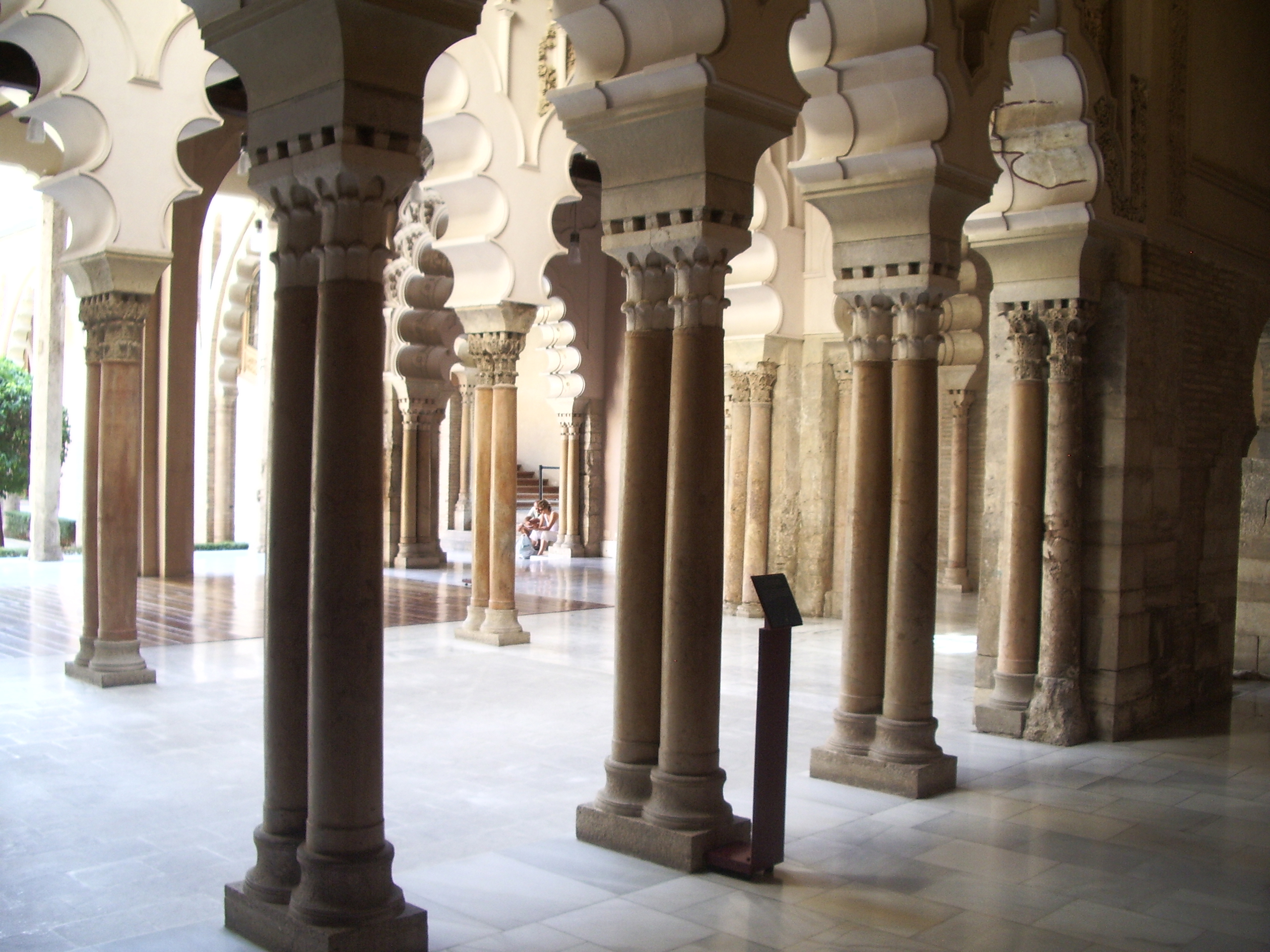
Palazzo dell'Aljafería

Ciò nonostante, i cristiani continuavano l'avanzata. Nel 1089 cadde Monzón, nel 1091, Balaguer e nel 1096, Huesca dopo la battaglia di Alcoraz. Per cercare di opporsi al regno di Aragona, al-Mustaín doveva pagare forti tributi al suo protettore, Alfonso VI di Castiglia.
Al-Mustaín riuscì a mantenere un difficile equilibrio politico tra due fuochi, ma nel 1110 venne sconfitto e morì nella battaglia di Valtierra, vicino a Tudela, per mano di Alfonso I il Battagliero, che già aveva preso Ejea e Tauste.